# 5631 Секіхокутоґе
5631 Секіхокутоґе (5631 Sekihokutouge) — астероїд головного поясу, відкритий 20 березня 1993 року.
Тіссеранів параметр щодо Юпітера — 3,563.
Названо на честь Секіхокутоґе (яп. せきほくとうげ(石北峠) секіхокуто: ґе).